# La Mort de Barbara Radziwiłł
La Mort de Barbara Radziwiłł est un tableau peint par Józef Simmler en 1860. 
L'original a été perdu. Une réplique est conservée au Musée national de Varsovie. En 2014, il est prêté au Musée des Beaux-Arts de Lyon dans le cadre de l'exposition L'invention du Passé. Histoires de cœur et d'épée 1802-1850.